# 鎌田吉三郎
鎌田 吉三郎（かまた きちさぶろう、1937年〈昭和12年〉5月26日 - ）は、日本の俳優、声優（ローカルタレント）である。劇団CBC（中部日本放送放送劇団、1958年 - 1997年）出身、現在はフリーランス。日本俳優連合組合員。

## 人物・来歴
1958年（昭和33年）5月、中部日本放送が組織する中部日本放送放送劇団第4期生として、3か月の研修生生活を経て団員契約を結んだ。同期には中江真司、大塚竜次らがおり、1960年（昭和35年）には第5期生の後輩として、滝雅也、増岡弘らを迎えた。
1993年（平成5年）、CBC小嶋賞を受賞する。1997年（平成9年）5月26日、団員のうちもっとも若かった鎌田が満60歳の誕生日を迎え、中部日本放送の規定により定年退職するとともに、同劇団は消滅した。

## 出演

### テレビ番組
- 天才クイズ（1967年7月26日 - 2004年9月25日、CBC） - 「天才博士の声」役
- テレショップ（通販番組）

### ラジオ番組
- 空とぶスタジオ CBC若シャチ・レポート（CBCラジオ）
- おはようCBC（CBCラジオ）

### テレビドラマ
- 男と台所（TBSテレビ）
- あっちっちっち（TBSテレビ）
- ガラスの橋（NHK総合）
- 黄色い涙（NHK総合）

### ラジオドラマ
- 詩劇 空は死んでゆく（1959年11月30日、CBC） - 小学校の教師[3]
- 待っている（1965年3月30日、CBC） - 原田[4]

### CM
- コーミソース（コーミ）
- コメ兵
- 青柳ういろう